# Emma Gatewood
Emma Rowena Gatewood, znana jako Grandma Gatewood, (ur. 25 października 1887 w Mercerville, zm. 4 czerwca 1973 w Gallipolis) – ekstremalna wędrowniczka i pionierka turystyki pieszej kategorii ultralekkiej. Jako pierwsza kobieta przebyła solo i w jednym sezonie 2168-milowy (3489 km) Szlak Appalachów z Góry Springer w Georgii na Katahdin w Maine. Po tym wyczynie kontynuowała tworzenie nowych frontów w świecie pieszych wędrówek i stała się pierwszą osobą, która trzykrotnie przebyła Szlak Appalachów (późniejsze przejścia w odcinkach).

## Biografia

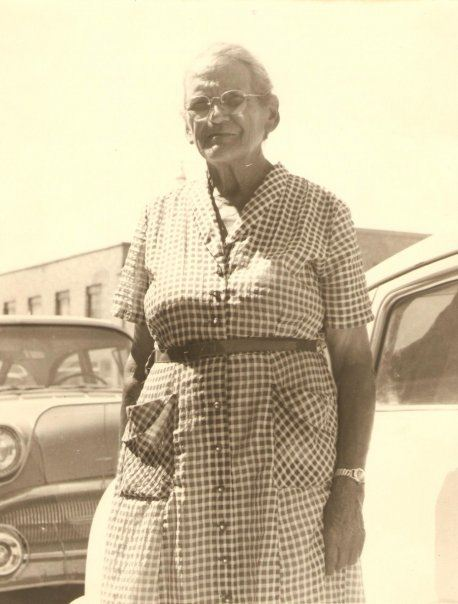
Emma Gatewood

Gatewood urodziła się w rodzinie 15 dzieci w Guyan Township w hrabstwie Gallia, Ohio. Jej ojciec, rolnik, po amputacji nogi w czasie wojny secesyjnej skierował swe zainteresowania ku piciu i hazardowi. Wychowanie dzieci, które spały po cztery w łóżku, pozostawiono matce, Evelyn (Trowbridge) Caldwell.
W wieku 19 lat Emma wyszła za mąż za 27-letniego P. C. Gatewooda, wykształconego nauczyciela szkoły podstawowej, a później rolnika uprawiającego tytoń, z którym miała 11 dzieci. Ten wysłał ją do pracy przy paleniu łóżek tytoniowych, budowaniu ogrodzeń i mieszaniu cementu, oprócz oczekiwanych obowiązków domowych. Po kilku miesiącach od zawarcia małżeństwa zaczął ją bić. Kilkakrotnie wspominała, że była bita prawie na śmierć. W czasie maltretowanego małżeństwa przeżyła złamane żebra, złamane zęby i inne urazy. Kiedy jej mąż stał się agresywny, od czasu do czasu uciekała z domu do lasu, gdzie znajdowała spokój i samotność. W końcu rozwiodła się z P. C. Gatewoodem w 1940 r.; w czasach, gdy rozwód był trudniejszy i po tym, jak mąż, chcąc utrzymać nad nią kontrolę, wielokrotnie groził jej odesłaniem do zakładu dla obłąkanych. Miała 24 wnuki, 30 prawnuków i jednego praprawnuka, który żył w chwili jej śmierci w wieku 85 lat.

## Wędrówki
W 1955 roku, w wieku 67 lat, Gatewood powiedziała swoim dorosłym dzieciom, że idzie na spacer. Nie pytały, gdzie i na jak długo, bo wiedziały, że jest odporna i będzie dbać o siebie. Mniej więcej 5 lat wcześniej Gatewood przeczytała artykuł w National Geographic o Szlaku Appalachów. Pismo dawało jej wrażenie łatwych spacerów i czystych chat pod koniec dnia każdej wyprawy. W ten sposób wzięła niewiele sprzętu zewnętrznego. Miała buty Keds, koc wojskowy, płaszcz przeciwdeszczowy i plastikową zasłonę prysznicową w domowym dżinsowym worku zawieszonym nad jednym ramieniem. Później mówiła: "Z jakiegoś głupiego powodu, zawsze prowadzą cię przez największą skałę na szczyt największej góry, jaką mogą znaleźć".
Lokalne gazety w południowych stanach zajęły się jej historią, następnie Associated Press zrobił jej profil narodowy podczas jej pobytu w Maryland, co doprowadziło do artykułu w Sports Illustrated, kiedy dotarła do Connecticut. Po wędrówce została zaproszona do Today Show. Te występy uczyniły ją sławną jeszcze przed zakończeniem jej wędrówki, często była rozpoznawana i otrzymywała pomoc od obcych w postaci jedzenia i miejsc do spania.
W 1960 r. ponownie wybrała się na wędrówkę po Appalachach, a w 1963 r., mając 75 lat, była pierwszą osobą, która wybrała się na tę wędrówkę trzykrotnie (choć ostatnią wędrówkę zakończyła na odcinkach). Konferencja Szlaku Appalachowego przypisała jej również bycie najstarszą kobietą wędrującą przez Appalachy. Ponadto przebyła 2000 mil (3200 km) Szlaku oregońskiego z Independence w Missouri do Portland w Oregonie, średnio 22 mile (35 km) dziennie. Podróżowała do wszystkich stanów kontynentalnych Stanów Zjednoczonych.
Gatewood była dożywotnią członkinią National Campers i Hikers Association i the Roanoke Appalachian Trail Club. Była Director Emeritus i dożywotnią członkinią Buckeye Trail Association.